# Доктор Фосфор
Доктор Фосфор (Александр Джеймс Сарториус) (англ. Doctor Phosphorus (англ. Alexander James Sartorius)) — суперзлодей, который появился в различных сериях комиксов издательства DC Comics. Будучи одним из основных врагов Бэтмена, злодей существует в основной общей вселенной, известной как Вселенная DC.
Доктор Фосфор появляется в мультсериале Вселенной DC «Монстры-коммандос», где его озвучивает Алан Тьюдик.

## История публикации
Доктор Фосфор впервые появился в Detective Comics #469 (май 1977) и он был создан писателем Стивом Энглхартом и художником Уолтом Симонсоном.

## Вымышленная биография
Доктор Алекс Сарториус, он же Доктор Фосфор, был членом Клуба табачников, который хотел построить атомную электростанцию в Готэм-Сити с помощью председателя клуба Руперта Торна. Однако жители Готэма отказались от строительства завода, и он был вынужден перенести проект подальше от города. В конце концов, Сарториус был преобразован песком, облучённым во время аварии на атомной электростанции, что привело к изменению химического состава на один элемент, с кремния на фосфор. Его тело было изменено, и его кожа обжигала при любом прикосновении, а скелет просвечивался сквозь плоть, как на рентгене. Из-за своей мутации он поклялся заставить Готэм заплатить, отравив водоснабжение. Этот план был сорван своевременным вмешательством защитника Готэма, Бэтмена, но Фосфор сбежал от линчевателя и связался с Торном, чтобы устранить Бэтмена. Однако Бэтмен продолжил поиски Фосфора, и в конце концов они сразились на атомной электростанции, где всё и началось. Во время борьбы Доктор Фосфор упал в ядерный реактор, вызвав сильный взрыв, и его сочли погибшим.
В сюжетной линии Underworld Unleashed он является одним из многих злодеев, продавших свою душу демону Нерону. В обмен на это он получает возможность лучше контролировать свои силы. Например, теперь он может носить обычную одежду, не сжигая её при этом.
В серии комиксов Джеймса Робинсона Starman его нанимает Туман, чтобы убить оригинального Стармена, Теда Найта, но он терпит поражение от отставного героя. Они встречаются лицом к лицу во второй раз; на этот раз Фосфор дал Найту значительную дозу радиации, которая привела к неизлечимой болезни. Во время третьего и последнего противостояния Найт полон решимости сделать так, чтобы Фосфор больше никому не причинил вреда. Во время битвы он использует свой космический жезл, чтобы вырвать почву из-под ног Фосфора и вогнать его в землю, по-видимому, убивая его.
Фосфор возвращается в Detective Comics #825, где его держат в исследовательской лаборатории Кадмуса. Когда один из осматривавших его учёных говорит, что слышал о смерти Сарториуса, другой отвечает: «От того, что его раздавили? Едва ли. Всё человеческое в Сарториусе давным-давно охвачено огнём. Мы полагаем, что его способности проявились в термоядерной реакции, которая полностью преобразила его центральную нервную систему — создав функциональные копии его сердца, лёгких, почек — все они работали согласованно, производя почти бесконечный запас энергии».
Фосфор сбегает из Кадмуса и снова пытается отомстить тем, кто несёт ответственность за его состояние. Его побеждает Бэтмен во время его нападения на Руперта Торна и его заключают в лечебницу Аркхем.
Во время отсутствия Бэтмена после его предполагаемой смерти Фосфор сбегает из-под стражи вместе с другими заключёнными Аркхема. Он похищает Кирка Лэнгстрома и его жену Фрэнсин, чтобы получить информацию об исследованиях Лэнгстрома. Фосфор заставил Кирка превратиться в Мен-Бэта и бросить Фосфора в океан.
Во время кроссовера Brightest Day Фосфор освобождается из Аркхема, когда Детстроук и Титаны атакуют объект. Прежде чем Фосфору удаётся сбежать, на него нападает Арсенал.
В 2011 году в The New 52 перезапустила вселенную DC Comics. Доктор Фосфор был по-новому представлен, когда он сражался с Женщиной-кошкой в сюжетной линии Forever Evil, появляясь среди злодеев, которых Преступный синдикат Америки вербует для вступления в Тайное Общество Суперзлодеев.
С тех пор его часто видели на заднем плане в комиксах про Бэтмена под лейблом Rebirth, таких как Batman Eternal, и он был одним из солдат Рыцарей Аркхема.
На страницах комикса Бэтмен: Три Джокера показано, что Доктор Фосфор находится в заключении в тюрьме Блэкгейт в то время, когда Бэтмен приезжает повидаться с Джо Чиллом.

## Силы и способности
Доктор Фосфор обладает способностью манипулировать излучением, вызывая различные эффекты, такие как ожоги кожи и выделение токсичных газов. В его теле отсутствуют основные органы, но он производит для себя бесконечный источник энергии. Когда он продал свою душу Нерону, Сарториусу были дарованы большие способности, а также контроль температуры.

## Другие версии

### Flashpoint
В альтернативной линии времени Flashpoint лейтенант Мэтью Шрив пригласил Доктора Фосфора стать новым членом Монстров-коммандос, но затем Доктор Фосфор предал его и убил его семью. Выясняется, что Доктор Фосфор работал на генерала Сэма Лейна, который несет ответственность за гибель семьи Миранды.

## Вне комиксов

### Телевидение
- Внешность Доктора Фосфора послужила источником вдохновения для персонажа мультсериала «Бэтмен будущего» Дерека Пауэрса / Разрушителя, которого озвучил Шерман Ховард.[21]
- Доктор Фосфор послужил источником вдохновения для версии Гарфилда Линнса / Светлячка в эпизоде мультсериала «Бэтмен» «Белая жара», где его озвучивает Джейсон Марсден. После нескольких поражений от рук Бэтмена Светлячок и его подруга, доктор Джейн Блейздейл, пытаются украсть изотоп фосфора, чтобы он мог обновить свой арсенал. Однако происходит несчастный случай, и Светлячок превращается в Фосфора, в результате чего его физиология напоминает магму, а прикосновение обжигает. Постепенно сходя с ума, он пытается уничтожить Готэм в отместку за то, что никто не может вспомнить его имени, но снова терпит поражение от рук Бэтмена.
- Александр «Алекс» Сарториус / Доктор Фосфор появляется в мультсериале «Монстры-коммандос»,[22][23] где его озвучивает Алан Тьюдик.[24] Эта версия является заключённым Отдела заточения нелюдей в тюрьме Белль-Рив, бывшим учёным, ставшим криминальным авторитетом, вдовцом женщины-иммигрантки по имени Парвин и членом одноимённой группы. Во флэшбэках Алекс обращается за помощью к Руперту Торну в финансировании исследований по лечению рака с помощью ядерного синтеза, при этом он тайно передаёт Торну фальсифицированные данные из-за его причастности к фашистскому государству Бяля. Узнав об этом, Торн приказал убить Парвин и сына Сарториусов, обвинил в этом Алекса и попытался убить его с помощью его ядерного оборудования. После своего превращения Алекс убивает Торна и его семью и возглавляет его криминальную империю, пока его не побеждает Бэтмен, который затем отправляет его в Белль-Рив.

### Кино
Доктор Фосфор появляется в мультфильме «Лего Фильм: Бэтмен».

### Видеоигры
Доктор Алекс Сарториус появляется в Batman: Arkham Knight в аудиозаписях Саймона Стэгга. Эта версия персонажа получила католическое воспитание, но он предпочёл науку вере и продолжил работать на Стэгга в «Stagg Industries». После того, как Сарториус обнаружил, что Стэгг сотрудничает с Пугалом в разработке технологии Cloudburst от «Stagg Industries», Стэгг подвергает Сарториуса воздействию токсина страха Пугала, в результате чего у последнего развивается сильнейшая пирофобия.

### Прочее
Доктор Фосфор появляется в комиксе Smallville Season 11: Titans, который является продолжением сериала «Тайны Смолвиля». После того, как Роуз Уилсон вызволяет его из тюрьмы, он нападает на парк развлечений, пока Супермен, Джей Гаррик и Юные Титаны не прибывают и не побеждают его. Позже Фосфора помещают под стражу в Департамент Экстранормальных Операций.